# 科埃萊穆

科埃萊穆（西班牙語：Coelemu）是智利的城市，位於該國中部比奧比奧大區的紐布萊省，面積342.3平方公里，海拔高度33米，2012年人口15,711人，人口密度每平方公里46人。